# ديف فولكنير
ديف فولكنير (بالإنجليزية: Dave Faulkner)‏ هو كاتب أغاني أسترالي، ولد في 2 أكتوبر 1957 في برث في أستراليا.

## وصلات خارجية
- ديف فولكنير على موقع IMDb (الإنجليزية)
- ديف فولكنير على موقع ميوزك برينز (الإنجليزية)
- ديف فولكنير على موقع ديسكوغز (الإنجليزية)